# Alsacia (metropolitana di Madrid)
Alsacia è una stazione della linea 2 della metropolitana di Madrid.
Si trova sotto alla Plaza de Alsacia, nel distretto di San Blas-Canillejas.

## Storia
La stazione fu inaugurata il 16 marzo 2011 quando la linea 2 venne prolungata fino a Las Rosas.

## Accessi
Ingresso Alsacia
- Interscambio Plaza de Alsacia s/n
- Ascensore Plaza de Alsacia s/n
- Avda. de Guadalajara Calle de los Hermanos García Noblejas 145 (angolo con Avenida de Guadalajara)
- Ascensore Calle de los Hermanos García Noblejas 133 (angolo con Avenida de Guadalajara)